# Перес, Джон Вильмар
Джон Вильмар Перес Муньос (исп. John Wilmar Pérez Múñoz; род. 21 февраля 1970, Медельин) — колумбийский футболист, полузащитник.

## Клубная карьера
Во взрослом футболе Джон Вильмар Перес дебютировал в 1991 году в составе клуба «Индепендьенте Медельин», в котором провёл большую часть своей карьеры, покинув его в 1996-м и вернувшись в команду в 2003 году. В составе «Индепендьенте» Перес стал чемпионом Колумбии в 2003 году. Кроме того, Перес играл за колумбийский клуб «Депортиво Кал», в составе которого Перес также выигрывал чемпионат Колумбии в 1998 году, и за американский «Коламбус Крю», с которым ему удалось в 2002 году победить в Открытом кубке США.

## Международная карьера
Джон Вильмар Перес попал в состав сборной Колумбии на Чемпионате мира 1998 года. Однако из 3-х матчей Колумбии на этом турнире Перес не появился на поле ни в одном из них.

## Достижения
Депортиво Кали
- Чемпион Колумбии (1): 1998

Коламбус Крю
- Обладатель Открытого кубка США (1): 2002

Индепендьенте Медельин
- Чемпион Колумбии (1): Апертура 2004